# Avenue de Verdun (Villeneuve-la-Garenne)
Pour les articles homonymes, voir Avenue de Verdun.
L'avenue de Verdun est une des voies principales de Villeneuve-la-Garenne. Elle est officiellement la première voie de communication de la ville après sa création en 1929.

## Situation et accès
Son tracé correspond à la RN 186.

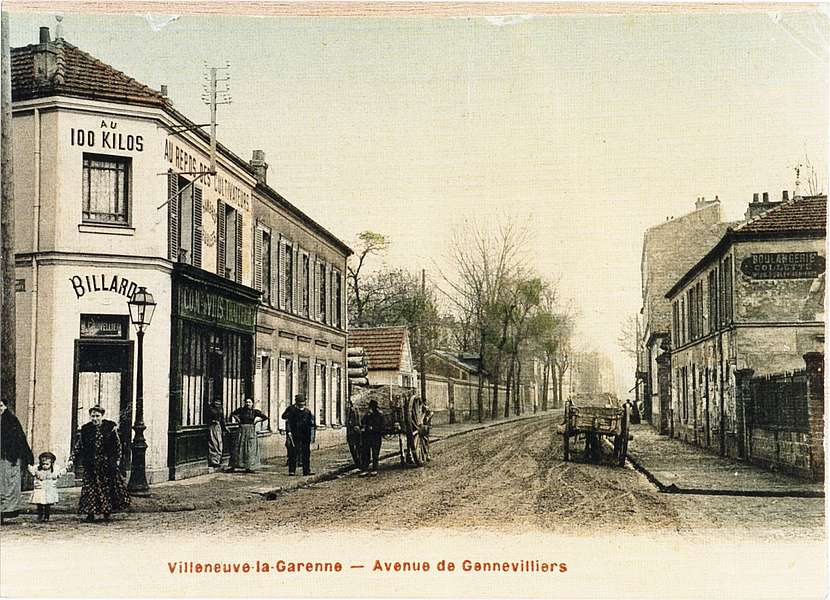
L'avenue de Gennevilliers, aujourd'hui avenue de Verdun.

Côté ouest, elle commence au rond-point de la A86 et du chemin des Reniers. Traversant le carrefour de l'avenue Jean-Jaurès et de l'avenue du Maréchal-Leclerc, elle longe l'ancien cimetière de Villeneuve-la-Garenne et l'hôpital Nord 92.
Elle forme ensuite le point de départ du boulevard Gallieni, ancienne route d'Asnières, qui se dirige vers le sud. Elle se termine au pont de l'île Saint-Denis, entre le quai Alfred-Sisley et le quai d'Asnières
L'avenue est desservie par la Ligne 1 du tramway d'Île-de-France qui occupe le milieu de la chaussée sur toute sa longueur. Les travaux de l'extension de la ligne T1 à l'Ouest ont eu lieu en 2012.
Une ligne de tramway existait déjà au début du XXe siècle et a été supprimée dans les années 30.

## Origine du nom

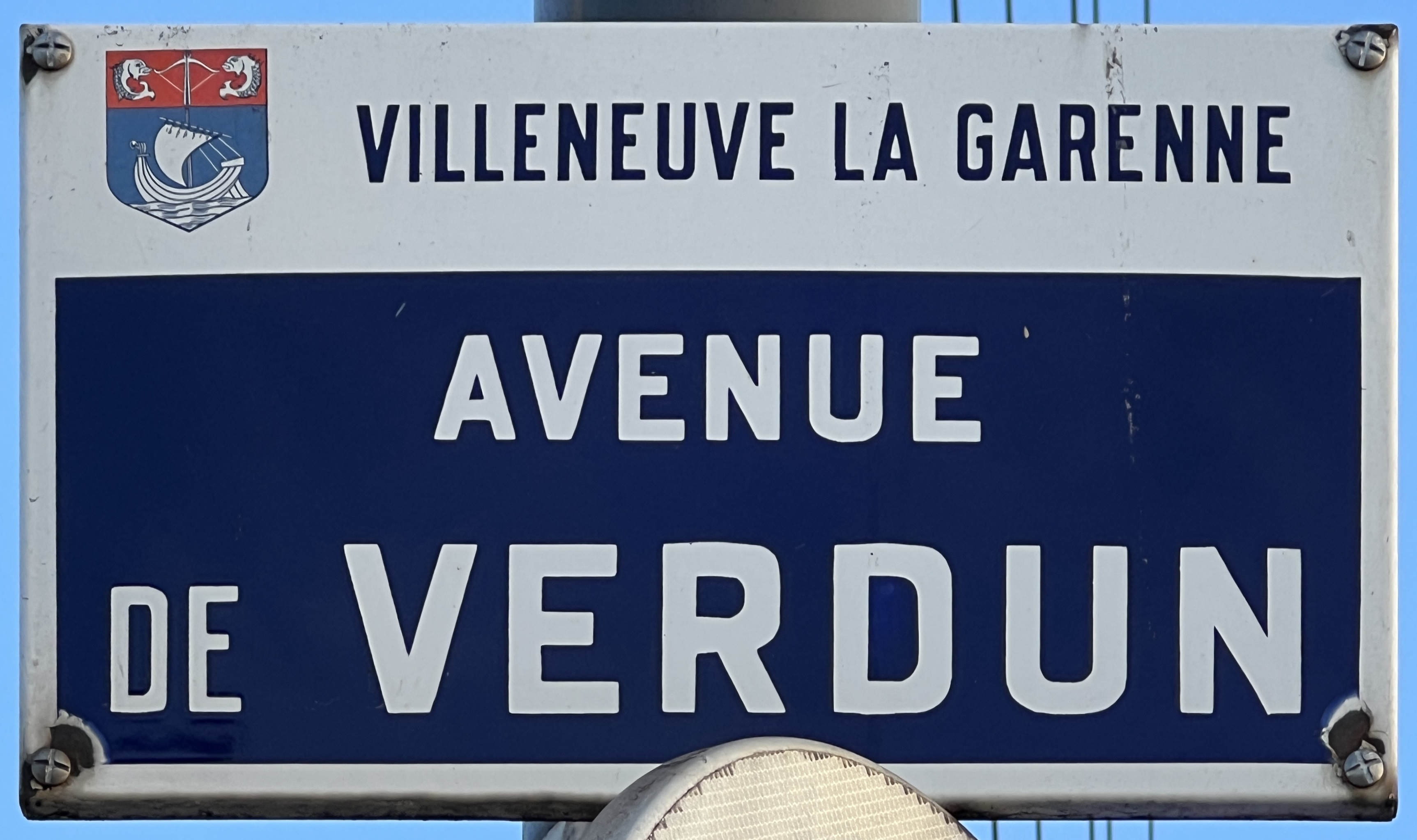
Plaque de l'avenue.

Le nom de cette avenue fait désormais référence à la ville de Verdun et la bataille meurtrière qui s'y déroule en 1916, durant la Première Guerre mondiale.

## Historique

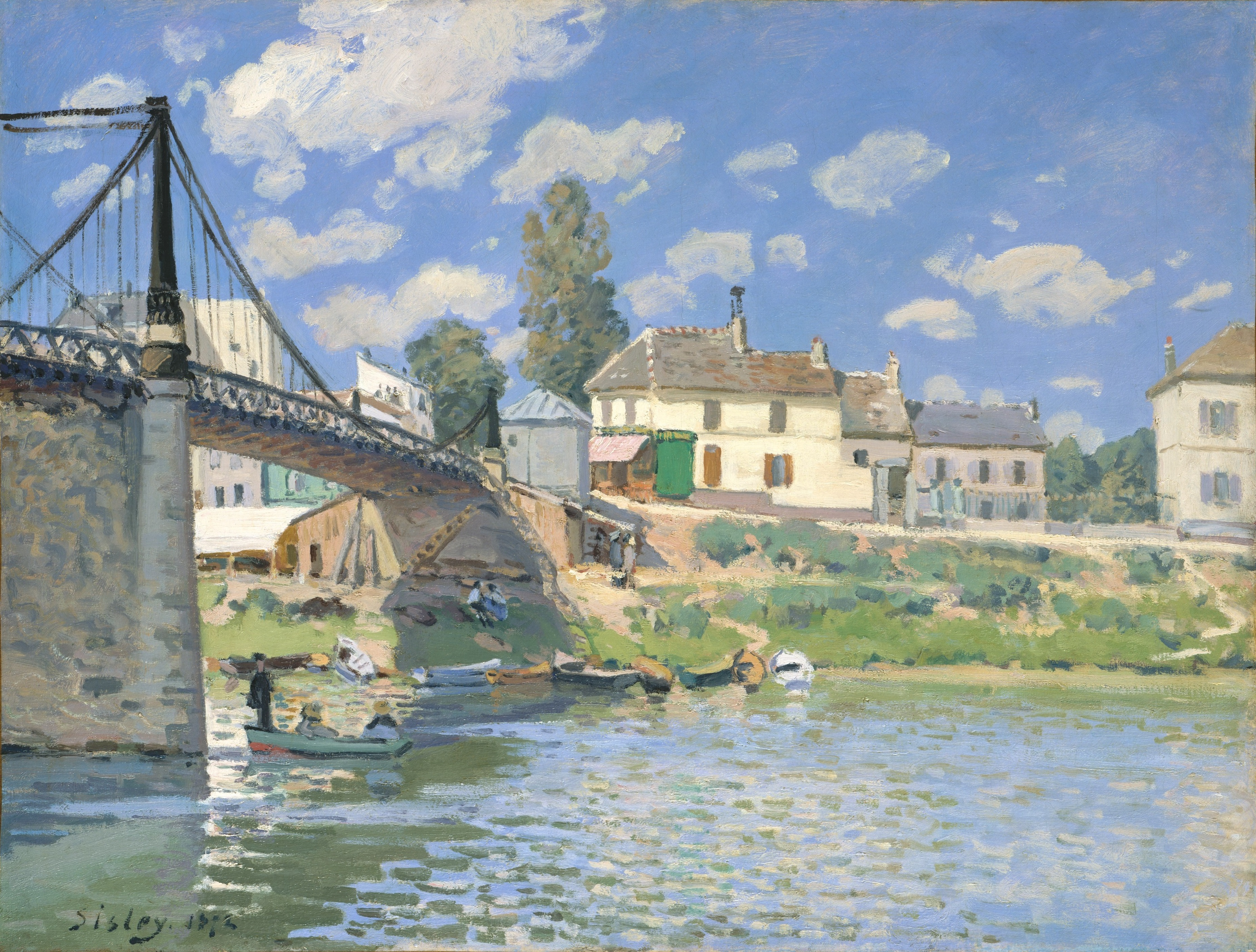
Le Pont de Villeneuve-la-Garenne, Alfred Sisley, 1872.

Cette ancienne route était le principal moyen de communication entre Gennevilliers et Saint-Denis. Pour franchir la Seine, un bac sur la Seine exista jusqu'en 1842, période à laquelle un pont suspendu est construit.
Avant 1870, les fortifications avancées protégeant Paris sont reliées par un axe dont cette avenue fait partie.

## Bâtiments remarquables et lieux de mémoire

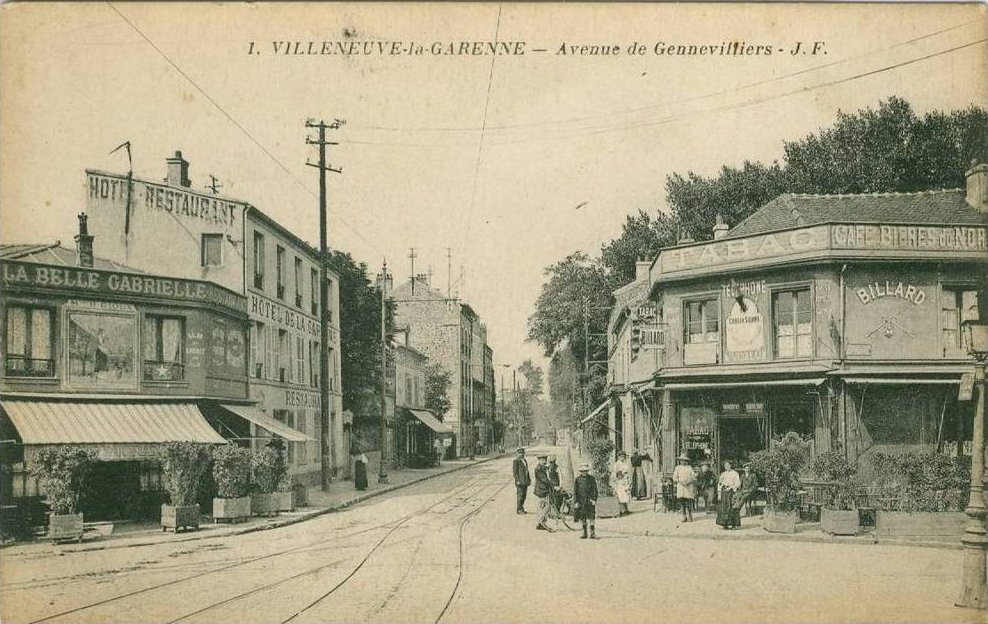
L'avenue de Gennevilliers, vue du pont de l'île Saint-Denis.

L'avenue de Verdun représente l'axe principal de la ville, en traverse le centre et dessert ses principaux sites:
- Mairie de Villeneuve-la-Garenne;
- Square René-Madiesse;
- Ancien cimetière municipal, au carrefour de l'avenue du Maréchal-Leclerc et de l'avenue de Verdun;
- Hôpital Nord 92;

Dès la fin du XIXe siècle, de nombreux sites industriels existaient sur toute la longueur de l'avenue et ont progressivement disparu après-guerre.